# The Magazine of Fantasy & Science Fiction
The Magazine of Fantasy & Science Fiction (vaak aangeduid met alleen Fantasy and Science Fiction of F&SF) is een toonaangevend Amerikaans sciencefictiontijdschrift.
Het werd voor de eerste keer uitgegeven in 1949 als The Magazine of Fantasy met Anthony Boucher en J. Francis McComas als redacteurs. Vanaf het tweede nummer werd and Science Fiction toegevoegd aan de titel. Het blad brengt literaire sciencefiction, fantasy en horror verhalen. Anno 2005 verschenen er elf nummers per jaar, waaronder een uitgebreide dubbeluitgave in oktober.
Belangrijke redacteuren zijn Avram Davidson, Edward L. Ferman, Kristine Kathryn Rusch en de huidige, Gordon Van Gelder. Alle redacteuren hebben een hoge literaire standaard gehandhaafd.
Er zijn veel speciale edities verschenen die aan één auteur waren gewijd, zoals Poul Anderson, Isaac Asimov, Ray Bradbury, James Blish, Theodore Sturgeon, Harlan Ellison, Stephen King en Kate Wilhelm.
Isaac Asimov schreef een wetenschapscolumn die 399 maanden zonder onderbreking verscheen. Andere columnisten waren onder andere: Gregory Benford, Alfred Bester, James Blish, Robert Bloch, Anthony Boucher, Algis Budrys, Orson Scott Card, John Clute, Avram Davidson, Harlan Ellison, Damon Knight, Charles de Lint, Judith Merril, Pat Murphy, Joanna Russ en Lucius Shepard,  over boeken, films, fandom en wetenschappelijke onderwerpen.
Bloemlezingen onder de titel Best from Fantasy and Science Fiction werden aanvankelijk ongeveer jaarlijks uitgegeven, maar daarna onregelmatig. Meer recent zijn themabloemlezingen uitgekomen onder redactie van Van Gelder.
Enkele belangrijke werken die in F&SF gepubliceerd werden:
- Jeffty is Five en The Deathbird door Harlan Ellison
- The Dark Tower door Stephen King
- Flowers for Algernon door Daniel Keyes
- A Canticle for Leibowitz door Walter M. Miller
- On Wings of Song door Thomas M. Disch
- We Can Remember It for You Wholesale door Philip K. Dick, wat de basis vormde voor de film Total Recall (1990)

## Redacteurs
- Anthony Boucher, 1949 tot augustus 1958
- J. Francis McComas, 1949 tot augustus 1954
- Robert P. Mills, september 1958 tot maart 1962
- Avram Davidson, april 1962 tot november 1964
- Joseph W. Ferman, december 1964 tot december 1965 (hield eigenlijk toezicht op zijn zoon, Edward Ferman, die de werkelijke redacteur was)
- Edward L. Ferman, januari 1966 tot juni 1991
- Kristine Kathryn Rusch, juli 1991 tot mei 1997
- Gordon Van Gelder, juni 1997 tot heden